# Suzna kost
Suzna kost (lat. os lacrimale) je kost glave, četverokutasta oblika koja čini medijalnu stijenku očnice. 

## Strukture
Suzna kost ima dvije površine i četiri ruba.

### Površine
Lateralna ili orbitalna površina podijeljena je okomitim grebenom crista lacrimalis posterior (lat.) na dva dijela. Grebena sa stražnje strane omeđuje udubinu za suznu vreću (lat. fossa sacci lacrimalis). U gornjem dijelu udubine nalazi se suzna žlijezda, a u donjem ductus nasolacrimalis (lat.).
Greben s dijelom lateralne ploštine koji se nalazi odmah iza njega daje polazište lakrimalnom dijelu mišića, musculus orbicularis oculu (lat.). Greben na svom donjem kraju daje izdanak hamulus lacrimalis (lat.) koji se spaja s lakrimalnim tuberkulom gornje čeljusti i zajedno oblikuju gornji otvor nosnosuznog kanala (lat. ductus nasolacrimalis).
Medijalna ili nazalna ploština kosti oblikuje srednji nosni hodnik, te straga se uzglobljuje s rešetnicom i oblikuje nekoliko prednjih rešetničkih ćelija (lat. cellulae ethmoidales anterior).

### Rubovi
Od četiri ruba:
- prednji rub spojen je s čeonim nastavkom gornje čeljusti
- stražnji rub spojen je s lamina papyracae (lat.), rešetnice
- gornji rub je spojen s čeonom kosti
- donji rub podijeljen je grebenom na:
  - stražnji dio koji je spojen s orbitalnom ravninom gornje čeljusti
  - prednji dio koji je izdužen i spojen sa suznim nastavkom donje nosne školjke (lat. concha nasalis inferior)